# أوغو بريزويلا
أوغو بريزويلا (بالإسبانية: Hugo Brizuela)‏ (مواليد 8 فبراير 1969) هو لاعب كرة قدم. يلعب مع منتخب باراغواي لكرة القدم. سبق له أن لعب في كأس العالم لكرة القدم مع منتخب بلاده.

## روابط خارجية
- أوغو بريزويلا على موقع الاتحاد الدولي (مؤرشف)  (الإنجليزية)
- أوغو بريزويلا على موقع قاعدة بيانات كرة القدم.إي يو (الإنجليزية)
- أوغو بريزويلا على موقع ناشيونال فوتبول تيمز (الإنجليزية)
- أوغو بريزويلا على موقع عالم كرة القدم.نت (الإنجليزية)